# Ameliella grisea
Ameliella grisea är en svampart som beskrevs av Alan Michael Fryday och Brian John Coppins 2008. Ameliella grisea ingår i släktet Ameliella, familjen Lecanoraceae, ordningen Lecanorales, klassen Lecanoromycetes, divisionen sporsäcksvampar, Ascomycota och riket svampar. Arten är ännu inte påträffad i Sverige.  Inga underarter finns listade i Catalogue of Life.